# 羅伊良卡 (薩拉塔區)
46°17′13″N 29°47′24″E / 46.28694°N 29.79000°E
羅伊良卡（烏克蘭語：Ройлянка）是位於烏克蘭西南部的村莊，由敖德萨州裡比爾霍羅德-德涅斯特羅夫斯基區的烏斯佩尼夫卡市鎮負責管轄。該村始建於1832年，面積3.26平方公里，海拔高度56米，2001年人口1,747，人口密度每平方公里535.89人。